# Bardcore
O bardcore, ou tavernwave, é um gênero musical que se tornou popular em 2020 e consiste em criar remakes ou covers de músicas pop e rock em um "estilo medieval".

## Etimologia
O termo "bardcore" é um neologismo da língua inglesa criado a partir da aglutinação do prefixo bard, que faz alusão aos bardos da cultura medieval gaélica e bretã, e o sufixo core, que significa "essência" ou "coração das coisas".

## História
Antes de 2020, algumas adaptações medievais individuais de música popular ganharam atenção no YouTube, como o remix feito pelo youtuber LjB0 da música tema do jogo elêtronico Halo: Combat Evolved e a versão de Algal the Bard da música "Toxicity" da banda System of a Down, que atraiu milhões de ouvintes depois que foi publicada em dezembro de 2017. No entanto, de acordo o jornal britânico The Guardian, o bardcore começou como uma tendência distinta em 20 de abril de 2020, durante o confinamento mundial da pandemia de COVID-19, quando o youtuber alemão Cornelius Link lançou "Astronomia (Medieval Style)", uma versão da canção de electronic dance de mesmo nome, do DJ russo Tony Igy, que se tornou popular como trilha sonora do meme do caixão.
Desde então, os "covers medievais" começaram a deslanchar no YouTube, somando milhões de visualizações. Pode-se citar, por exemplo, a youtuber canadense Hildegard von Blingin', cujo nome faz uma clara referência à compositora medieval do século XII Hildegard von Bingen. O trabalho de Blingin' não é apenas fazer covers em um estilo medieval, ela também traduz as letras modernas para uma linguagem antiga, como no caso da versão de "Pumped Up Kicks", da banda americana Foster The People, onde ela converteu a letra da canção para um inglês antigo. Até o final de junho, a versão medieval da música já havia alcançado 4 milhões de visualizações. Hildegard von Blingin' também produziu covers de "Bad Romance", de Lady Gaga, "Creep", de Radiohead, "Jolene" de Dolly Parton e "Somebody That I Used to Know" de Gotye, mudando o ritmo e a letra das músicas para se adequar ao gênero. Outros youtubers como Graywyck, Constantine e Samus Ordicus também participaram deste movimento.
Instrumentos como alaúde, harpa, cromorno, viela de roda e o tambor pequeno são os preferidos para realizar os covers. No entanto, alguns arranjos e letras nem sempre são medievais. As pinturas não-renascentistas medievais às vezes são usadas para criar as thumbnails dos covers no YouTube, por meio da utilização ferramentas online como o Bayeux Tapestry Kit e o Historic Tale Construction Kit que permitem criar imagens medievais digitalmente, tendo como referência os elementos históricos da tapeçaria de Bayeux, símbolo da arte medieval.

## Recepção
O periódico The Guardian sugere que o bardcore está intimamente relacionado com a pandemia de COVID-19, porque os criadores do bardcore tiveram tempo durante o confinamento causado pela pandemia para se dedicarem aos covers medievais e, além disso, existe um sentimento de medo da doença semelhante ao medo da Peste Negra na época medieval.
Elmira Tanatarova, da revista britânica i-D, descreve que o bardcore "carrega consigo o peso de anos de memes feitos sobre a era medieval, e a escuridão desolada daquele período de tempo que apela ao humor existencial da Geração Z". A musicóloga Lisa Colton afirma que os covers de bardcore não são recriações autênticas da música medieval, mas se alimentam de nostalgia, elemento fundamental de outros fenômenos musicais da Internet, como vaporwave ou lo-fi. Em um artigo publicado em 1 de outubro, a revista estadunidense Esquire considerou o bardcore como um dos melhores memes de 2020.